# 12 anni schiavo (libro)
12 anni schiavo (Twelve Years a Slave) è un libro di Solomon Northup, basato sulla sua biografia e gli anni di schiavitù negli Stati Uniti. La prima edizione di questo libro è datata al 1853; nel 2013 fu trasposto al cinema nell'omonimo film di Steve McQueen.

## Trama
Stati Uniti, 1841. Solomon Northup è un giovane americano di colore che vive liberamente. Nel 1841 viene rapito a Washington e fatto prigioniero come schiavo per dodici lunghi anni, fino al 1853, quando finalmente riesce a liberarsi e a vivere come prima. Con l'avvento al potere di Abraham Lincoln, nel 1860 inizia una rivolta da parte di Lincoln stesso contro la schiavitù dei neri. Un anno dopo scoppia la Guerra di Secessione tra Nord e Sud e alla fine di questo conflitto, nel 1865, viene abolita la schiavitù dei neri d'Africa e Solomon potrà essere per sempre un uomo libero.

## Edizioni
Il libro ha avuto moltissime edizioni ed è stato tradotto in un gran numero di lingue.
Traduzioni in lingua italiana:
- Solomon Northup, 12 years a slave, introduzione di Ira Berlin; traduzione dall'inglese di Silvia Righini, Castelvecchi, Roma 2013
- Solomon Northup, 12 anni schiavo, traduzione di Cristina Pascotto, Safarà, Pordenone 2014
- Solomon Northup, 12 anni schiavo, traduzione di Giuseppe Maugeri e Lorena Paladino, Garzanti, Milano 2014
- Solomon Northup, 12 anni schiavo: la straordinaria storia vera di Solomon Northup, traduzione dall'inglese di Nello Giugliano, Newton Compton, Roma 2014